# Wiera Kuzniecowa (aktorka)
Wiera Andriejewna Kuzniecowa, ros. Вера Андреевна Кузнецова (ur. 6 października 1907 w Saratowie, zm. 11 grudnia 1994 w Sankt Petersburgu) – radziecka i rosyjska aktorka filmowa, teatralna i telewizyjna. 
Laureatka zbiorowej nagrody dla najlepszej aktorki na 8. MFF w Cannes za rolę w filmie Wielka rodzina (1954) w reżyserii Iosifa Chejfica. Zdobyła również Wyróżnienie Specjalne na 18. MFF w Cannes za rolę w filmie Był sobie dziad i baba (1965) Grigorija Czuchraja.